# Ampelisca venetiensis
Ampelisca venetiensis är en kräftdjursart som beskrevs av Robert Alan Shoemaker 1916. Ampelisca venetiensis ingår i släktet Ampelisca och familjen Ampeliscidae. Inga underarter finns listade i Catalogue of Life.